# Черничево (Кирджалійська область)
Черни́чево (болг. Черничево) — село в Кирджалійській області Болгарії. Входить до складу общини Крумовград.

## Населення
За даними перепису населення 2011 року у селі проживали 346 осіб.
Національний склад населення села:
| Національність   | Кількість осіб | Відсоток |
| ---------------- | -------------- | -------- |
| болгари          | 308            | 90,6%    |
| турки            | 27             | 7,9%     |
| цигани           | 0              | 0%       |
| інша             | 0              | 0%       |
| не визначились   | 5              | 1,5%     |
| Всього відповіли | 340            |          |

Розподіл населення за віком у 2011 році:
Динаміка населення: